# Șîiinți, Derajnea
Șîiinți (în ucraineană Шиїнці) este o comună în raionul Derajnea, regiunea Hmelnîțkîi, Ucraina, formată numai din satul de reședință.

## Demografie
Componența lingvistică a comunei Șîiinți
     Ucraineană (99,26%)
     Alte limbi (0,74%)
Conform recensământului din 2001, majoritatea populației comunei Șîiinți era vorbitoare de ucraineană (99,26%), existând în minoritate și vorbitori de alte limbi.